# Maricopa (California)
Maricopa è una città degli Stati Uniti d'America situata nella Contea di Kern, nello Stato della California.